# Trémoins
Trémoins ist eine Gemeinde im französischen Département Haute-Saône in der Region Bourgogne-Franche-Comté.

## Geographie
Trémoins liegt auf einer Höhe von 381 m über dem Meeresspiegel, vier Kilometer westsüdwestlich von Héricourt und etwa neun Kilometer nordwestlich der Stadt Montbéliard (Luftlinie). Das Dorf erstreckt sich im Westen der Burgundischen Pforte, in einer breiten Talmulde im Quellgebiet des Ruisseau de l'Étang.
Die Fläche des 4,03 km² großen Gemeindegebiets umfasst einen Abschnitt im Bereich der Burgundischen Pforte. Der zentrale Teil des Gebietes wird von Südwesten nach Nordosten von der Talmulde des Ruisseau de l'Étang durchquert, der beim Dorf entspringt und für die Entwässerung zur Lizaine sorgt. Flankiert wird die rund ein Kilometer breite Talmulde im Südosten vom Plateau von Laire, das aus Kalkgestein des Oberjura aufgebaut ist. Es liegt auf durchschnittlich 400 m und wird überwiegend landwirtschaftlich genutzt. Nach Nordwesten erstreckt sich das Gemeindeareal über einen relativ sanft ansteigenden Hang bis auf einen bewaldeten Höhenzug, der gegen Norden mit einer Steilstufe abfällt. Mit 491 m wird auf diesem aus einer widerstandsfähigen Kalkschicht der mittleren Jurazeit bestehenden Kamm die höchste Erhebung von Trémoins erreicht.
Nachbargemeinden von Trémoins sind Champey und Coisevaux im Norden, Verlans und Laire im Osten, Aibre im Süden sowie Le Vernoy im Westen.

## Geschichte
Erstmals urkundlich erwähnt wird Trémoins bereits im 12. Jahrhundert. Im Mittelalter bildete Trémoins eine eigene kleine Herrschaft, die im Lauf der Zeit verschiedene Besitzerwechsel erfuhr und 1687 an das Fürstentum Montbéliard kam. Die Reformation wurde um 1565 eingeführt. Beim Einfall der Guisen wurde Trémoins 1587/88 geplündert und zerstört, ebenso 1676 beim Einmarsch der Soldaten unter dem Marschall von Luxemburg. Mit der Annexion der Grafschaft Montbéliard gelangte Trémoins 1793 endgültig in französische Hand. Seit 2001 ist Trémoins Mitglied des 20 Ortschaften umfassenden Gemeindeverbandes Communauté de communes du Pays d’Héricourt.

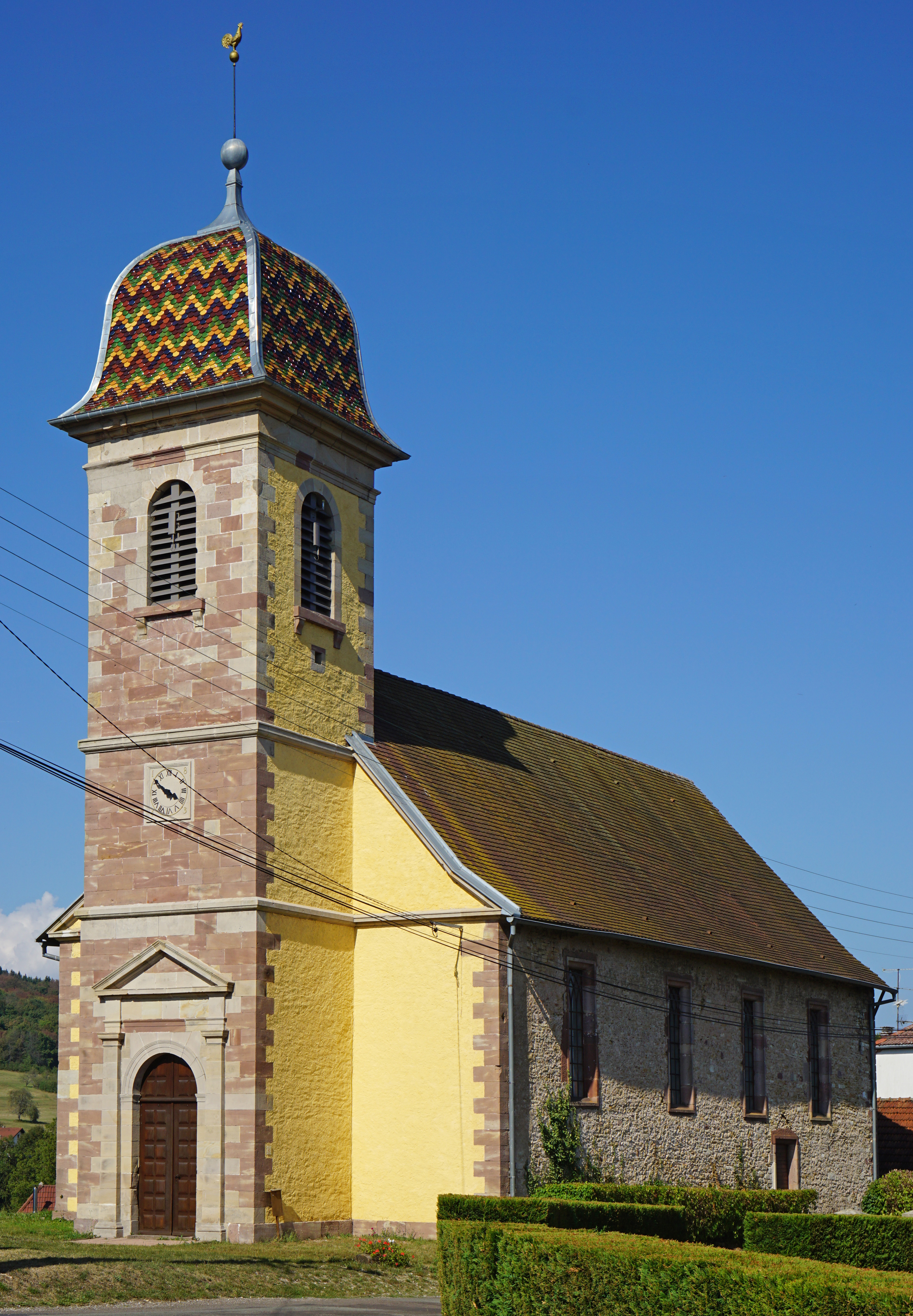
Lutherische (protestantische) Kirche

## Sehenswürdigkeiten
Die lutherische Kirche von Trémoins wurde im 1759 errichtet als eine der zwanzig Kirchen, die im Auftrag Herzog Carl Eugens in seiner langen Herrschaft (1737–1793) neu erbaut oder erneuert wurden. Die Kirchengemeinde gehört mit elf weiteren zum lutherischen Pfarrverbund Le Mont Vaudois. Das sogenannte Château datiert von 1557. Im Ortskern sind verschiedene Häuser aus dem 16. bis 18. Jahrhundert im charakteristischen Stil der Franche-Comté erhalten.

## Bevölkerung
| Jahr                       | 1962 | 1968 | 1975 | 1982 | 1990 | 1999 | 2007 | 2017 |
| Einwohner                  | 211  | 238  | 274  | 316  | 311  | 303  | 337  | 386  |
| Quellen: Cassini und INSEE |      |      |      |      |      |      |      |      |

Mit 387 Einwohnern (Stand 1. Januar 2022) gehört Trémoins zu den kleinen Gemeinden des Départements Haute-Saône. Nachdem die Einwohnerzahl in der ersten Hälfte des 20. Jahrhunderts meist im Bereich zwischen 150 und 180 Personen gelegen hatte, wurde besonders während der 1970er Jahre ein deutliches Bevölkerungswachstum verzeichnet. Nach einer vorübergehenden Stagnation erfolgte seit 2000 ein erneuter Anstieg.

## Wirtschaft und Infrastruktur
Trémoins war bis weit ins 20. Jahrhundert hinein ein vorwiegend durch die Landwirtschaft (Ackerbau, Obstbau und Viehzucht) geprägtes Dorf. Daneben gibt es heute einige Betriebe des lokalen Kleingewerbes. Mittlerweile hat sich das Dorf auch zu einer Wohngemeinde gewandelt. Viele Erwerbstätige sind deshalb Wegpendler, die in Héricourt und in den Agglomerationen Montbéliard und Belfort ihrer Arbeit nachgehen.
Die Ortschaft ist verkehrstechnisch gut erschlossen. Sie liegt nahe der Hauptstraße N83, die von Belfort nach L’Isle-sur-le-Doubs führt. Der nächste Anschluss an die Autobahn A36 befindet sich in einer Entfernung von ungefähr 15 km. Eine weitere Straßenverbindung besteht mit Coisevaux.